# Je t'aime moi non plus (film)
Je t'aime moi non plus è un film del 1976 diretto da Serge Gainsbourg.
Il titolo deriva dalla canzone omonima dello stesso Serge Gainsbourg, qui presente nella sola versione strumentale.

## Trama
Krassky è un camionista gay che ha una relazione con Padovan (divenuto Patrice nella versione italiana), suo compagno di lavoro.
In un locale sperduto nel deserto, gestito da Boris, lavora Johnny, una ragazza dall'aspetto androgino. Krassky inizia con lei una relazione, senza però particolare trasporto erotico nei confronti della ragazza, e per questo ha con lei solamente rapporti anali.
La gelosia di Patrice non serve ad allontanare i due, tuttavia arriva al punto che Patrice cerca di uccidere Johnny. Krassky interviene e la salva, ma la richiesta di Johnny di punire l'amico lo spinge ad allontanarsi da lei.

## Colonna sonora

### Tracce
1. Ballade de Johnny-Jane - 3:08
2. Le camion jaune - 0:51
3. Banjo au bord du Styx - 2:00
4. Rock'N'Roll autour de Johnny - 1:30
5. L'abominable strip-tease - 1:48
6. Joe Banjo - 3:29
7. Je t'aime moi non plus - 3:19
8. Je t'aime moi non plus au lac vert - 2:10
9. Je t'aime moi non plus au motel - 2:29
10. Ballade de Johnny-Jane - Final - 5:27

## Distribuzione
In Italia vennero censurate alcune scene, portando così il film ad una durata di 80 minuti. Nell'edizione DVD uscita nel 2005 sono state inserite le scene tagliate.